# Variété d'Einstein
Les variétés d'Einstein sont un concept de géométrie différentielle et de physique théorique, étroitement relié à l'équation d'Einstein de la relativité générale. Il s'agit de variétés riemanniennes ou pseudo-riemanniennes dont la courbure de Ricci est proportionnelle à la métrique. Elles forment donc des solutions de l'équation d'Einstein dans le vide, avec une constante cosmologique non nécessairement nulle, mais sans se limiter au cadre de la géométrie lorentzienne utilisé en relativité générale, qui postule trois dimensions d'espace et une dimension de temps.

## Définition

### Définition classique
Sur une variété pseudo-riemannienne, on dispose notamment du tenseur métrique {\displaystyle g} et du tenseur de courbure de Ricci {\displaystyle r}, qui sont deux tenseurs de même type (2,0). La variété est dite d'Einstein lorsqu'il existe un rapport de proportionnalité constant {\displaystyle \lambda } entre ces deux tenseurs : en tout point de la variété, et pour tous vecteurs {\displaystyle X} et  {\displaystyle Y} de l'espace tangent en ce point, 
{\displaystyle r(X,Y)=\lambda g(X,Y)}.
La constante {\displaystyle \lambda } peut être exprimée en prenant la trace dans cette relation : la courbure scalaire est constante et vaut {\displaystyle s=\lambda n}
(en notant {\displaystyle n} la dimension de la variété).
En dimension 2 ou 3, la courbure de Ricci détermine totalement le tenseur de courbure et une variété est d'Einstein si et seulement si elle est à courbure constante. La famille des espaces à courbure constante  est bien connue et l'étude des variétés d'Einstein n'a donc de pertinence que pour les dimensions 4 ou plus.
On peut trouver une autre définition, en apparence plus large, des variétés d'Einstein, où l'on ne demande pas que le coefficient de proportionnalité {\displaystyle \lambda } soit constant. Mais s'il existe une fonction  {\displaystyle \lambda } telle qu'en tout point {\displaystyle x} de la variété
on ait {\displaystyle r_{x}=\lambda (x)g_{x}}, une telle fonction est nécessairement constante. Il y a bien équivalence avec la définition.

### Formulation variationnelle
Dans le cadre des variétés riemanniennes compactes de dimension au moins 3, les variétés d'Einstein peuvent également être introduites comme solutions d'un problème variationnel. 
On définit la courbure scalaire totale d'une variété riemannienne compacte {\displaystyle (M,g)} comme l'intégrale de la courbure scalaire {\displaystyle s}, soit
{\displaystyle S(g)=\int _{M}s_{g}\mu _{g}} (où {\displaystyle \mu _{g}} désigne la mesure riemannienne issue de la métrique). Cette expression définit une fonction de la métrique, qualifiée de fonctionnelle riemannienne car elle est compatible avec l'opération de pullback. C'est une fonction homogène, et il est pertinent de limiter l'étude aux métriques de volume total 1 ; c'est également une fonction différentiable, de gradient {\displaystyle {\frac {s_{g}}{2}}-r_{g}}. Les métriques d'Einstein sont exactement les points critiques de la fonctionnelle {\displaystyle S} réduite à l'espace des métriques de volume 1 sur la variété {\displaystyle M}.

## Propriétés

### Variétés d'Einstein en dimension 4
Pour les variétés compactes et orientables de dimension 4, il existe des invariants topologiques s'exprimant simplement en fonction de la courbure : la caractéristique d'Euler-Poincaré {\displaystyle \chi } et la signature (en) {\displaystyle \tau }.  De ces expressions, on peut tirer une condition nécessaire pour que la variété admette une métrique d'Einstein : c'est l'inégalité de Hitchin-Thorpe
{\displaystyle \chi (M)\geq {\frac {3}{2}}|\tau (M)|}
Cette condition n'est en revanche pas suffisante et différentes familles de contre-exemples ont été introduites,.